# Wear My Hat
Wear My Hat è un singolo del cantante britannico Phil Collins, pubblicato nel 1997 ed estratto dall'album  Dance into the Light.

## Video musicale
Il videoclip del brano, secondo quanto affermato da Collins, mostra in maniera ironica le pressioni relative alla fama e il modo in cui alcuni fan coltivano un attaccamento invadente nei confronti delle loro star preferite. Il video include la partecipazione dell'attore Danny DeVito.

## Tracce
1. Wear My Hat – 4:45
2. Wear My Hat (Edited Hat Dance Mix) – 4:57
3. Wear My Hat (Hat Dance Mix) – 9:10
4. Wear My Hat (Wear My Dub) – 6:40

## Formazione
- Phil Collins – voce, batteria
- Daryl Stuermer – chitarra solista
- Ronnie Caryl – chitarra ritmica
- Nathan East – basso
- Brad Cole – tastiera
- Harry Kim – tromba
- Daniel Fornero – tromba
- Arturo Velasco – trombone
- Andrew Woolfolk – sassofono
- Amy Keys, Arnold McCuller – cori